# Abdas nuncupatus
Abdas nuncupatus är en insektsart som beskrevs av William Lucas Distant 1916. Abdas nuncupatus ingår i släktet Abdas och familjen spottstritar. Inga underarter finns listade i Catalogue of Life.